# HD 50554 b
HD 50554 b (بالإنجليزية: HD 50554 b)‏ الذي يرمز له بالرمز HD 50554b، هو كوكب خارج المجموعة الشمسية، في كوكبة التوأمان، يتبع HD 50554 ‏.

## الاكتشاف
اكتشف في 4 أبريل 2001.